# Adolf Weber (Ökonom)
Adolf Weber (* 29. Dezember 1876 in Mechernich; † 5. Januar 1963 in München) war ein deutscher Nationalökonom.

## Leben
Als Sohn eines Landwirts in der Eifel geboren, besuchte er ein Gymnasium in Bonn und studierte anschließend an den Universitäten Bonn, Berlin und Leipzig Rechtswissenschaft. Er promovierte im Jahre 1900 in Freiburg i. Br. zum Dr. jur. und zwei Jahre später in Bonn zum Dr. phil. Nach Studien der Nationalökonomie bei Max Sering (bis 1889) und Eberhard Gothein bis 1904 in Bonn habilitierte er sich 1903 als Privatdozent in Bonn und unterrichtete an der Universität und an der landwirtschaftlichen Hochschule Bonn-Poppelsdorf (ab 1904). 1908 wurde er auf eine Professur an der Handelshochschule Köln berufen, 1912 wurde ihm zusätzlich die Leitung der neu gegründeten Hochschule für kommunale und soziale Verwaltung in Köln übertragen. Von 1914 bis 1919 lehrte er als ordentlicher Professor an der Universität Breslau – dort gründete er das Osteuropa Institut –, ab 1919 an der Johann Wolfgang Goethe-Universität Frankfurt am Main, bis er 1921 auf den Lehrstuhl für Volkswirtschaftslehre der Universität München wechselte, den er bis zu seiner Emeritierung mit 72 Jahren im Jahr 1948 innehatte. Er war förderndes Mitglied der SS. Auch nach seiner Emeritierung hielt er weiter Vorlesungen. Zu seinen Schülern gehörte der Wirtschaftsjournalist Gerhard Czerwensky.
Beeinflusst durch den wachsenden Totalitarismus zur Zeit des Ersten Weltkrieges, prägte er den Begriff der Gesamtverapparatisierung der Gesellschaft durch den Versuch, auch das Soziale technokratisch mittels einer wertfreien Wissenschaft im Sinne Max Webers zu steuern. Er kritisierte sowohl den Nationalsozialismus als auch die sowjetische Planwirtschaft und setzte sich in seiner Rolle als öffentlicher Intellektueller immer wieder für die Idee der freien Marktwirtschaft ein. Schon im Jahr 1910 schrieb er: „Ein fast phantastischer Glaube an die Allmacht der öffentlichen Gewalt auf sozialem Gebiet, insbesondere ein über das Maß hinausgehender Glaube an die Wunderkraft der Gesetzesschablone und der Steuerschraube drängt sich immer mehr vor.“
Seine wirtschaftspolitischen Entwürfe bildeten in der Nachkriegszeit für Alfred Müller-Armack, Fritz Schäffer und Ludwig Erhard eine wichtige Grundlage für die wirtschaftliche Neuordnung Deutschlands als Soziale Marktwirtschaft.

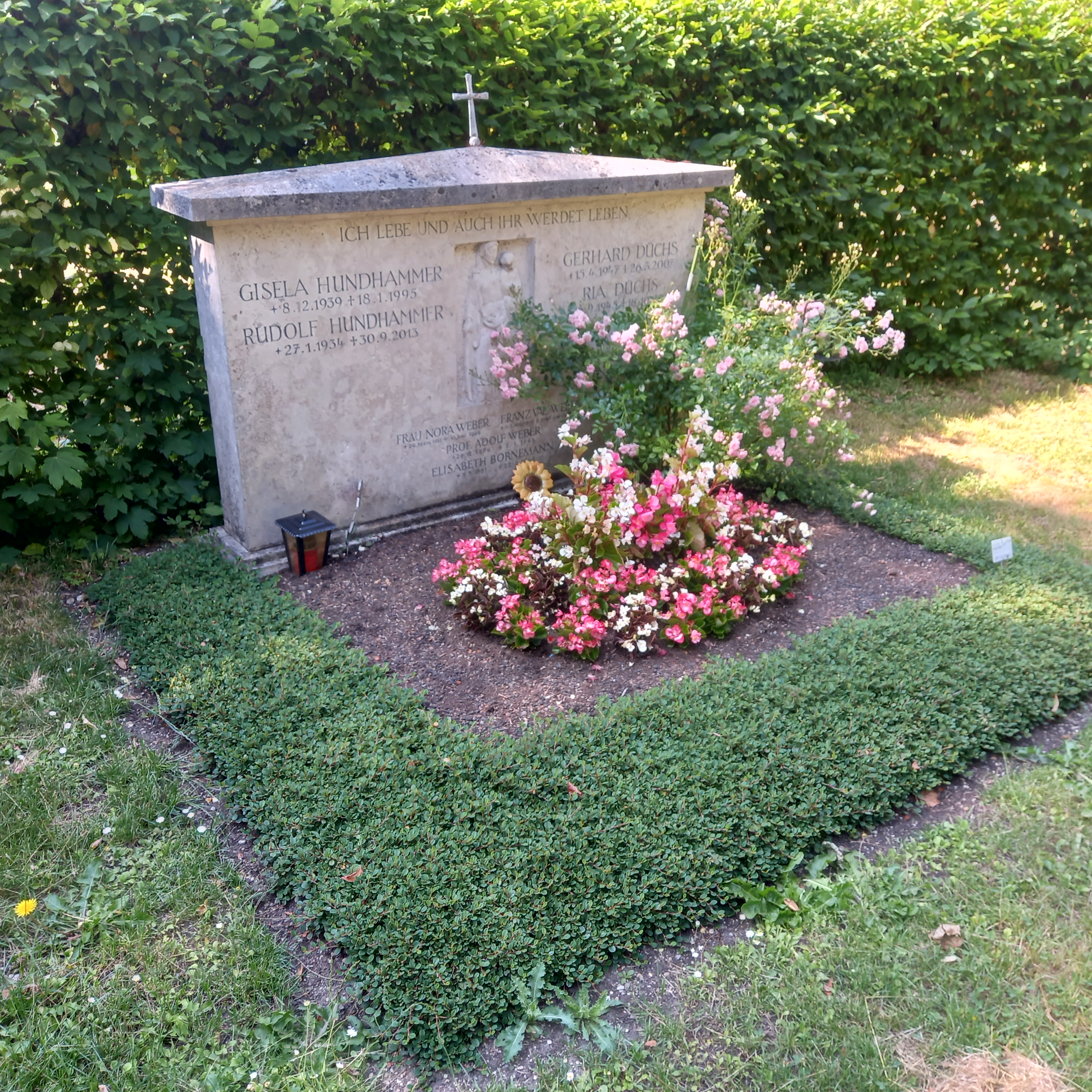
Das Grab von Adolf Weber und seiner Ehefrau Nora auf dem Nordfriedhof (München)

## Ehrungen
- vor 1939: Ehrensenator der Universität Breslau[3]
- 1949: Ordentliches Mitglied der Bayerischen Akademie der Wissenschaften[4]
- 1952: Großes Bundesverdienstkreuz
- 1959: Bayerischer Verdienstorden
- 1963 wurde das Städtische Adolf-Weber-Gymnasium in München nach ihm benannt, das einzige öffentliche Gymnasium der Landeshauptstadt mit wirtschaftswissenschaftlichem Schwerpunkt.

## Schriften (Auswahl)
- Die Geldqualität der Banknote. Duncker & Humblot, Leipzig 1900.
- Depositenbanken und Spekulationsbanken. Ein Vergleich deutschen und englischen Bankwesens. Duncker & Humblot, Leipzig 1902, 4. Aufl. 1938.
- Über Bodenrente und Bodenspekulation in der modernen Stadt. Duncker & Humblot, Leipzig 1904.
- Armenwesen und Armenfürsorge. Einführung in die soziale Hilfsarbeit. G. J. Göschen, Leipzig 1907.
- Die Großstadt und ihre sozialen Probleme. Quelle & Meyer, Leipzig 1908.
- Die Aufgaben der Volkswirtschaftslehre als Wissenschaft. J. C. B. Mohr (Paul Siebeck), Tübingen 1909.
- Der Kampf zwischen Kapital und Arbeit. Versuch einer systematischen Darstellung mit besonderer Berücksichtigung der gegenwärtigen deutschen Verhältnisse. J.C.B. Mohr (Paul Siebeck), Tübingen 1910, (2., neubearbeitete Aufl. mit dem Nebentitel: Gewerkschaften und Arbeitgeberverbände in Deutschland, Tübingen 1920), 6. Aufl. 1954.
- Das Ende des Kapitalismus? Max Huber Verlag, München, 1929
- Kurzgefasste Volkswirtschaftslehre. 8. Auflage. Berlin: Duncker & Humblot, 1966.
- Allgemeine Volkswirtschaftslehre, 4. verbesserte und ergänzte Auflage, München und Leipzig: Duncker & Humblot, 1932.
- Sozialpolitik, Reden und Aufsätze, München und Leipzig: Duncker & Humblot, 1931.
- Agrar-, Handwerks-, Industriepolitik. Wirtschaftspolitik I, München und Leipzig: Duncker & Humblot, 1932.
- Handels- und Verkehrspolitik. Wirtschaftspolitik II, München und Leipzig: Duncker & Humblot, 1933.